# Li Lei (zapaśnik)
Li Lei (ur. 1998) – chiński zapaśnik walczący w stylu klasycznym.
Zajął piąte miejsce na igrzyskach azjatyckich w 2022. Brązowy medalista mistrzostw Azji w 2024 roku